# Diplomys
Diplomys är ett släkte av däggdjur. Diplomys ingår i familjen lansråttor.

## Beskrivning
Dessa gnagare når en kroppslängd (huvud och bål) av 20 till 48 cm och en svanslängd av 18 till 28 cm. Vikten ligger allmänt mellan 360 och 430 gram och vissa individer når 490 gram. Arterna har en rödbrun, rödaktig eller orangebrun päls på ovansidan som även innehåller några svarta hår. På buken är de ljusbrun med röd skugga eller rosa. Håren på den brunaktiga svansen är glest fördelade med undantag av den något yviga spetsen. Med sina korta breda fötter som är utrustade med böjda klor är dessa lansråttor bra anpassade för livet i träden.
Släktets utbredningsområde sträcker sig från Panama till Ecuador. Habitatet utgörs av regnskog och buskskog. Arterna vistas i kuperade områden och bergstrakter. Diplomys rufodorsalis når 2000 meter över havet.
Individerna är aktiva på natten och de klättrar i växtligheten. Dessa gnagare kan hoppa en meter från gren till gren. Exemplar som hölls i fångenskap åt frukter, mandelkärnor och frön. Honor har en eller sällan två ungar per kull.

## Taxonomi
Kladogram enligt Catalogue of Life och Wilson & Reeder (2005):
| Diplomys | \| \| Diplomys caniceps \| \| \| \| \| \| Diplomys labilis \| \| \| \| \| \| Diplomys rufodorsalis \| \| \| \| |
|          | \| \| Diplomys caniceps \| \| \| \| \| \| Diplomys labilis \| \| \| \| \| \| Diplomys rufodorsalis \| \| \| \| |
|          | Diplomys caniceps                                                                                              |
|          | |
|          | Diplomys labilis                                                                                               |
|          | |
|          | Diplomys rufodorsalis                                                                                          |
|          | |